# 17502 Manabeseiji
17502 Manabeseiji (tên chỉ định: 1992 FD1) là một tiểu hành tinh vành đai chính. Nó được phát hiện bởi Kin Endate và Kazuro Watanabe ở Đài thiên văn Kitami ở Hokkaidō, Nhật Bản, ngày 23 tháng 3 năm 1992. Nó được đặt theo tên Seiji Manabe, một nhà thiên văn học radio Nhật Bản.